# Abdera bicincta
Abdera bicincta là một loài bọ cánh cứng trong họ Melandryidae. Loài này được Horn miêu tả khoa học năm 1888.